# Vojmsjön
Der Vojmsjön (südsamisch: Våajmoe) liegt in der Gemeinde Vilhelmina im Västerbottens län in der schwedischen historischen Provinz Lappland nördlich von Vilhelmina und westlich von Storuman. Der auf einer Meereshöhe von 417,1 m ö.h. gelegene See ist 83,4 km² groß und hat eine größte Tiefe von 130 Metern. Durch den See fließt der Fluss Vojmån, ein linker Zufluss des Ångermanälven. Die Entfernung zum Meer beträgt 333 km.
Der schmale See erstreckt sich von seinem oberen Ende im Nordwesten zu seinem Ausfluss im Südosten. Er wird an seinem nördlichen Ufer von einer Nebenstraße, der Straße AC 1088, begleitet, die vom Europaväg 45 abzweigt und nach Daikanvik und weiter über Dikanäs und Gränssjö nach Hattfjelldal in Norwegen führt. Der Abfluss des Vojmsjön wird reguliert.